# Marseilles-lès-Aubigny
Marseilles-lès-Aubigny település Franciaországban, Cher megyében. Lakosainak száma 647 fő (2022. január 1.). Marseilles-lès-Aubigny Beffes, Jouet-sur-l’Aubois, Menetou-Couture, Précy és Germigny-sur-Loire községekkel határos.

## Népesség
A település népessége az elmúlt években az alábbi módon változott:
| Lakosok száma | 963  | 876  | 802  | 682  | 671  | 660  | 657  | 655  | 652  | 647  |
|               | 1968 | 1982 | 1990 | 2006 | 2013 | 2015 | 2017 | 2019 | 2020 | 2022 |